# Spathius trochanteratus
Spathius trochanteratus är en stekelart som beskrevs av Szepligeti 1914. Spathius trochanteratus ingår i släktet Spathius och familjen bracksteklar. Inga underarter finns listade i Catalogue of Life.